# Dolgowitz
Dolgowitz (obersorbisch Dołhaćicyⓘ)  ist ein Ortsteil der sächsischen Stadt Löbau im Landkreis Görlitz in der Oberlausitz. Der Ort liegt nordöstlich des Löbauer Stadtgebietes und gehörte bis 1994 zur Gemeinde Rosenhain.

## Geschichte
Dolgowitz ist eine Siedlung slawischen Ursprungs und wurde 1241 erstmals in der Oberlausitzer Grenzurkunde im Zusammenhang mit einer auf dem nahegelegenen Rotstein gelegenen Wallburg als „Dolgawiz“ urkundlich erwähnt. Das Gebiet, dessen Mittelpunkt das castellum ostrusna war, wurde 1007 von Kaiser Heinrich II. dem Bistum Meißen geschenkt. Der Ort selbst ist ein Platzdorf und unterstand bis 1945 der Grundherrschaft des Rittergutes Unwürde. Eingepfarrt ist Dolgowitz nach Bischdorf. Der Ortsname wechselte über Dolgewicz  (1401), Dulgewicz  (1434) und  Dollgewicz  (1568) zur heute üblichen Form. Traditionell lebten die Bewohner von der kleinbäuerlichen Landwirtschaft bzw. waren als Knechte und Mägde des Rittergutes beschäftigt.
Noch bis ins 18. Jahrhundert wurde in Dolgowitz auch Sorbisch gesprochen. Da insbesondere die Bewohner von Dolgowitz und Rosenhain noch im zweiten Drittel des 16. Jahrhunderts kaum Deutsch sprachen, fand der Gottesdienst im Kirchort Bischdorf zumindest an hohen Festtagen auch auf Sorbisch statt.
1974 wurde Dolgowitz nach Rosenhain eingemeindet und kam am 1. März 1994 mit diesem gemeinsam zu Löbau. Von touristischer Bedeutung ist der Ort als Ausgangspunkt für Wanderungen zum nahegelegenen Rotstein, dem ältesten Naturschutzgebiet Sachsens. Auf dem 455 Meter hohen Gipfel befindet sich seit dem 19. Jahrhundert eine Berggaststätte mit einem am 28. Oktober 2000 eingeweihten Aussichtsturm. 
Außerdem sind hier noch Wall- und Grabenreste einer Wallburg zu sehen, zu deren Erforschung der Oberlausitzer Historiker und Heimatforscher Gustav Hermann Schulze maßgeblich beitrug.
In Dolgowitz und im benachbarten Bischdorf entstanden 1954/55 große Teile der Außenaufnahmen für den DEFA-Film „Der Ochse von Kulm“. Mit 4,1 Millionen Zuschauern gehörte der Streifen zu den meistgesehenen DEFA-Filmen überhaupt.

## Entwicklung der Einwohnerzahlen
| Jahr | Einwohner                   |
| ---- | --------------------------- |
| 1777 | 7 besessene Mann, 2 Häusler |
| 1834 | 96                          |
| 1871 | 95                          |
| 1890 | 108                         |
| 1910 | 101                         |
| 1925 | 111                         |
| 1939 | 99                          |
| 1946 | 130                         |
| 1950 | 139                         |
| 1964 | 87                          |